# ورخنه‌آرشینسکی
ورخنه‌آرشینسکی (انگلیسی: Verkhnearshinsky) یک شهرک در شهرستان بلورتسکی استان باشقیرستان کشور روسیه است.